# 31230 Tuyouyou
31230 Tuyouyou este un asteroid din centura principală de asteroizi.

## Descriere
31230 Tuyouyou este un asteroid din centura principală de asteroizi. A fost descoperit pe 18 ianuarie 1998 la Xinglong par le prorgramme Beijing Schmidt CCD Asteroid Program. Asteroidul prezintă o orbită caracterizată de o semiaxă mare de 2,69 ua, o excentricitate de 0,15 și o înclinație de 14,2° în raport cu ecliptica.